# Udan Mas
Udan Mas (també Hudan Mas, "Pluja Daurada") és una composició per a gamelan javanès. És una peça força popular a Java Central, especialment a Yogyakarta, de tipus bubaran, el que vol dir que s'interpreta al final d'una actuació, mentre el públic abandona el recinte. A Occident, sovint s'interpreta com a bis. L'obra és habitual entre el repertori inicial dels estudiants de música a Indonèsia.
La peça es pot interpretar en diferents patet, inclosos pelog barang i nem, i slendro sanga i nem. També pot interpretar-se en colotomia lancaran o ladrang, sobre la mateixa melodia balungan.
La gravació probablement més famosa del tema està inclosa dins l'àlbum Javanese Court Gamelan i segueix una estructura lancaran en patet pelog barang.
L'etnomusicòleg Mantle Hood va fer-ne una anàlisi en la seva versió ladrang a The Nuclear Theme as a Determinant of Patet in Javanese Music. Utilitza la peça com a evidència de la importància dels contorns cadencials en les diferents versions patet del tema.
Hujan Mas, "Pluja Daurada" en indonesi modern, és una obra del segle XX per a gamelan balinès, d'estil kebyar.